# Tachytrechus tahoensis
Tachytrechus tahoensis är en tvåvingeart som beskrevs av Harmston och Frank Hall Knowlton 1940. Tachytrechus tahoensis ingår i släktet Tachytrechus och familjen styltflugor.
Artens utbredningsområde är Kalifornien. Inga underarter finns listade i Catalogue of Life.